# Фартушняк Андрій Петрович
Андрій Петрович Фартушняк (нар. 24 березня 1989, Київ) — український футболіст, захисник клубу «Тирасполь».

## Клубна кар'єра
Народився 24 березня 1989 року в місті Київ. Вихованець футбольних шкіл «Динамо» (Київ) та «Відрадний».
Влітку 2006 року повернувся у структуру «Динамо» і майже відразу був заявлений за «Динамо-3», в якому провів пів року, взявши участь у 16 матчах чемпіонату. Після цього два роки захищав кольори «Динамо-2» (Київ).
З 2009 по 2010 рік грав на правах оренди у складі «Харкова», «Оболоні» та «Севастополя», проте в жодній з команд не зміг закріпитись.
Своєю грою привернув увагу представників тренерського штабу молдовського клубу «Тирасполь», до складу якого Фартушняк приєднався 30 січня 2012 року. Наразі встиг відіграти за тираспольський клуб 5 матчів в національному чемпіонаті.

## Виступи за збірну
Протягом 2008–2009 років залучався до складу молодіжної збірної України. На молодіжному рівні зіграв у 11 офіційних матчах.